# Nemomydas hooki
Nemomydas hooki is een vliegensoort uit de familie Mydidae. De wetenschappelijke naam van de soort is voor het eerst geldig gepubliceerd in 1991 door Welch & Kondratieff.
De soort komt voor in Mexico en de Verenigde Staten.